# Empusella
Empusella là một chi thực vật có hoa trong họ Orchidaceae.